# 長期抑制作用
長期抑制作用（英語：Long-term depression，LTD）又稱長時程抑制作用、长期抑势，指神经突触持续几个小时到几天的抑制行为。强烈的突触刺激（小脑Purkinje细胞）或者长期的弱突触刺激（海马体）均可导致长期抑势的形成。长期抑势被认为是后突触接受体密度的改变导致的，但是前突触释放物的改变也可能有一定影响。小脑的长期抑势被假定对运动神经的学习具有重要作用。海马体的长期抑势也可能对清除过去的记忆具有重要作用。海马体/大脑皮层长期抑势可由NMDA接受体，代謝型麩胺酸鹽受體（mGluR）或者endocannabinoids控制。